# 2021년 한국시리즈
2021 신한은행 SOL KBO 한국시리즈는 2021년 11월 14일부터 11월 18일까지 고척스카이돔에서 펼쳐진 2021년 KBO 리그의 챔피언 결정전이다. 대진은 지난 시즌 정규 리그 2위로 창단 첫 가을야구에 이어 창단 첫 정규 리그 1위로 한국시리즈 무대에 처음으로 초대를 받고 첫 통합우승에 도전하는 정규 시즌 1위 KT 위즈와 와일드카드 결정전부터 시작해 KBO 리그 사상 첫 7년 연속 한국시리즈에 진출, 통산 7번째 우승에 도전하는 정규시즌 4위 두산 베어스가 7전 4선승제로 격돌했다. 두 팀은 지난 시즌 플레이오프에 이어 2년 연속 가을 야구 맞대결이었다.
결과는 4차전까지 치른 끝에 KT 위즈가 두산 베어스에게 4승 무패로 스윕에 성공하며 2013년 창단 이후 8년 만이자, 2015년 1군 진입 후 7번째 시즌만에 팀 역사상 첫 통합 우승을 달성해냈다. 한국시리즈 MVP는 2차전에서 결정적인 호수비와 3차전 결승 솔로 홈런 등 공수에서 맹활약하여 기자단 투표 90표 중 67표를 얻은 KT 위즈의 내야수 박경수 선수에게 돌아갔다.

## 코로나19관련 사항
2021년 한국시리즈는 코로나19로 인한 포스트시즌 일정 변경 등으로 인해, 모든 경기를 고척스카이돔에서 중립 경기로 진행했다. 수도권의 사회적 거리두기 4단계가 지속되고 있어 KBO 방역 수칙에 의해 역대 최초로 무관중 한국시리즈가 열릴 수도 있었으나, 10월 18일부터 백신 접종 완료자에 한해 경기 관람이 가능해졌고, 방역 당국의 단계적 일상회복 세부추진안 발표에 따라 모든 좌석을 백신 접종자 구역으로 지정해 백신 접종 완료자, 18세 이하, 48시간내 PCR 검사결과 음성확인자, 불가피한 사유(의사 소견서 필요)로 접종이 불가한 사람들 대상으로 100% 입장을 허용한다.

## 정규 시즌
- KT 위즈와 삼성 라이온즈는 승률이 같아 10월 31일에 35년 만의 타이브레이크 경기를 치루게 됐다. 경기에서 KT 위즈가 승리해 정규 시즌에서 우승했다.
- 두산 베어스는 정규 시즌 4위였으나 와일드카드, 준플레이오프, 플레이오프를 승리하고 한국시리즈까지 진출했는데, 안타깝게도 KT 위즈에게 패하여 2위가 됐다.
- 키움 히어로즈는 최종전에서 이기고 운좋게 SSG 랜더스가 마지막 경기에서 이기고 와일드카드 결정전에 진출했으나 2차전에서 두산 베어스에게 지면서 가을야구 진출이 실패했다.

| 순위 | 구단          | 경기 | 승 | 무 | 패 | 승률  | 연속 | 게임차 | 포스트시즌             |
| ---- | ------------- | ---- | -- | -- | -- | ----- | ---- | ------ | ---------------------- |
| 1    | KT 위즈       | 144  | 76 | 9  | 59 | 0.563 | 1승  | 0.0    | 한국시리즈 진출        |
| 2    | 삼성 라이온즈 | 144  | 76 | 9  | 59 | 0.563 | 1승  | 0.0    | 플레이오프 진출        |
| 3    | LG 트윈스     | 144  | 72 | 14 | 58 | 0.554 | 1패  | 1.5    | 준플레이오프 진출      |
| 4    | 두산 베어스   | 144  | 71 | 8  | 65 | 0.522 | 2승  | 5.5    | 와일드카드 결정전 진출 |
| 5    | 키움 히어로즈 | 144  | 70 | 7  | 67 | 0.511 | 3승  | 7.0    | 와일드카드 결정전 진출 |
| 6    | SSG 랜더스    | 144  | 66 | 14 | 64 | 0.508 | 1패  | 7.5    | 진출 실패              |
| 7    | NC 다이노스   | 144  | 67 | 9  | 68 | 0.496 | 1패  | 9.0    | 진출 실패              |
| 8    | 롯데 자이언츠 | 144  | 65 | 8  | 71 | 0.478 | 1승  | 11.5   | 진출 실패              |
| 9    | KIA 타이거즈  | 144  | 58 | 10 | 76 | 0.433 | 2패  | 17.5   | 진출 실패              |
| 10   | 한화 이글스   | 144  | 49 | 12 | 83 | 0.371 | 6패  | 25.5   | 진출 실패              |

## KBO 포스트시즌 대진표
|  | 와일드카드 결정전 | 와일드카드 결정전 | 와일드카드 결정전 |  |  | 준플레이오프 | 준플레이오프 | 준플레이오프 |  |  | 플레이오프 | 플레이오프    | 플레이오프 |  |  | 한국시리즈 | 한국시리즈  | 한국시리즈 |
|  |                   |                   |                   |  |  |              |              |              |  |  |            |               |            |  |  |            |             |            |
|  |                   |                   |                   |  |  |              |              |              |  |  |            |               |            |  |  | 1          | kt 위즈     | 4          |
|  |                   |                   |                   |  |  |              |              |              |  |  | 2          | 삼성 라이온즈 | 0          |  |  | 4          | 두산 베어스 | 0          |
|  |                   |                   |                   |  |  | 3            | LG 트윈스    | 1            |  |  | 4          | 두산 베어스   | 2          |  |  |            |             |            |
|  | 4                 | 두산 베어스       | 1(+1)             |  |  | 4            | 두산 베어스  | 2            |  |  |            |               |            |  |  |            |             |            |
|  | 5                 | 키움 히어로즈     | 1                 |  |  |              |              |              |  |  |            |               |            |  |  |            |             |            |

### 와일드카드 결정전
와일드카드 결정전은 정규시즌 4위 두산 베어스와 극적으로 5위로 올라선 키움 히어로즈가 격돌했다. 1차전은 치얼한 접전 끝에 이정후의 9회초 결승 2타점 2루타를 앞세워 키움이 먼저 승리를 거두며 2016년 이후 5년 만에 와일드카드 결정전 2차전이 열렸다. 2차전에서는 장단 20안타를 집중시켜 와일드카드 결정전 사상 첫 선발 전원 득점을 기록한 두산이 승리를 거두며 1승의 어드벤티지가 있던 정규시즌 4위 두산이 준플레이오프에 진출했다. 경기 MVP는 1차전은 결승 2타점 2루타를 터트린 키움의 이정후, 2차전은 5타수 3안타 5타점으로 맹활약한 두산의 페르난데스가 각각 차지했다.

### 준플레이오프
준플레이오프는 와일드카드 승자 두산 베어스와 정규시즌 3위 LG 트윈스가 2년 연속 잠실 덕아웃 시리즈를 펼쳤다. 1차전은 찬스 상황에서 응집력이 승패를 가른 가운데 두산이 먼저 승기를 잡았고, 2차전은 켈리의 5.2이닝 비자책 호투와 김민성의 4안타 3타점 활약을 앞세워 LG가 승리하며 최종 3차전까지 진행됐다. 3차전에서는 두산이 3~5회에 9점을 집중시키며 10:3으로 승리하고 2승 1패로 플레이오프에 진출했다. 시리즈 MVP는 타율 .462(13타수 6안타) 5타점으로 공수에서 맹활약을 한 두산의 외야수 정수빈에게 돌아갔다.

### 플레이오프
사상 첫 3전 2선승제로 실시된 플레이오프에서는 6년 만의 가을야구에 초대를 받은 정규리그 2위 삼성 라이온즈와 준플레이오프에서 잠실 라이벌 LG를 2승 1패로 꺾고 올라온 두산 베어스가 2015년 한국시리즈 이후 6년만에 가을야구 맞대결을 벌였다. 당초 투수력과 체력적 측면에서 삼성이 앞설 것이라는 예상과는 달리 두산이 플레이오프에서도 여전했던 응집력있는 타선과 함께 마운드에서도 1차전 홍건희, 2차전 이영하 등 불펜 핵심 선수를 길게 밀어 붙이는 뚝심과 유연한 마운드 운영이 통하며 두산이 2승으로 사상 최초로 7년 연속 한국시리즈에 진출했다. 시리즈 MVP는 9타수 5안타(.556) 3타점으로 맹타를 휘두른 두산 지명타자 페르난데스가 차지했다.

## 출장자 명단
| 팀          | 선수 명단 |
| KT 위즈     | - 감독 - 이강철 - 코치 - 김태균, 김강, 이승호, 박기혁, 김태한, 박철영, 박정환, 최만호, 박승민 - 투수 - 고영표, 이대은, 엄상백, 배제성, 김민수, 소형준, 쿠에바스, 심재민, 주권, 데스파이네, 박시영, 조현우, 김재윤 - 포수 - 허도환, 장성우, 김준태 - 내야수 - 심우준, 권동진, 오윤석, 신본기, 박경수, 황재균, 강백호 - 외야수 - 홍현빈, 송민섭, 조용호, 호잉, 배정대, 김민혁, 유한준 |
| 두산 베어스 | - 감독 - 김태형 - 코치 - 강석천, 정재훈, 이정훈, 김진수, 강동우, 김주찬, 공필성, 고영민, 배영수 - 투수 - 홍건희, 김민규, 김강률, 장원준, 권휘, 김명신, 곽빈, 이현승, 이영하, 이승진, 미란다, 최원준, 최승용 - 포수 - 박세혁, 최용제, 장승현 - 내야수 - 박지훈, 안재석, 페르난데스, 허경민, 박계범, 강승호, 김재호, 양석환 - 외야수 - 안권수, 정수빈, 김재환, 박건우, 김인태, 조수행 |

## 경기 기록
| 일시                                                      | 경기  | 원정팀(선공) | 스코어 | 홈팀(후공)  | 개최 구장    | 개시 시각 | 관중수          | 경기 MVP             |
| --------------------------------------------------------- | ----- | ------------ | ------ | ----------- | ------------ | --------- | --------------- | -------------------- |
| 11월 14일(일)                                             | 1차전 | 두산 베어스  | 2 - 4  | KT 위즈     | 고척스카이돔 | 14시 00분 | 16,200명 (매진) | 쿠에바스 (KT 위즈)   |
| 11월 15일(월)                                             | 2차전 | 두산 베어스  | 1 - 6  | KT 위즈     | 고척스카이돔 | 18시 30분 | 12,904명        | 박경수 (KT 위즈)     |
| 11월 17일(수)                                             | 3차전 | KT 위즈      | 3 - 1  | 두산 베어스 | 고척스카이돔 | 18시 30분 | 13,312명        | 데스파이네 (KT 위즈) |
| 11월 18일(목)                                             | 4차전 | KT 위즈      | 8 - 4  | 두산 베어스 | 고척스카이돔 | 18시 30분 | 13,796명        | 호잉 (KT 위즈)       |
| 우승 : KT 위즈 (1번째), 한국시리즈 MVP : 박경수 (KT 위즈) |       |              |        |             |              |           |                 |                      |

## 한국시리즈 경기

### 1차전
2021년 11월 14일 - 고척스카이돔
| 팀 | 1 | 2 | 3 | 4 | 5 | 6 | 7 | 8 | 9 | R | H | E | B |
| 두산 베어스                                                                                              | 0 | 0 | 0 | 0 | 1 | 0 | 0 | 0 | 1 | 2 | 9 | 2 | 1 |
| KT 위즈 ◄                                                                                                | 0 | 0 | 0 | 1 | 0 | 0 | 3 | 0 | X | 4 | 8 | 0 | 1 |
| 승리 투수: 쿠에바스 패전 투수: 이영하 세이브: 김재윤 홀드: 조현우 홈런: KT – 배정대(이영하 상대 7회 1점) |   |   |   |   |   |   |   |   |   |   |   |   |   |

- 애국가 : 라포엠 (중창단)
- 시구 : 배우 오영수 (드라마 '오징어 게임' 오일남 역)
- 1차전 MVP : KT 쿠에바스 - 7.2이닝 7피안타 1사사구 1실점 8K (투구수 100개)
  - KT, 창단 첫 한국시리즈 승리
  - 두산 김재호, 포스트시즌 통산 최다 실책 신기록 (12개), 한국시리즈 통산 최다 실책 신기록 (7개)

1차전에서 KT는 쿠에바스, 두산은 곽빈이 각각 선발등판했다. 경기 초반은 두 투수 간의 팽팽한 투수전으로 전개된 가운데 선취점은 KT가 먼저 냈다. KT는 4회말 강백호의 안타, 유한준이 상대 포구 실책으로 출루한 가운데 호잉의 희생번트로 만든 1사 2,3루에서 장성우의 희생플라이로 선취점을 얻었다. 그러자 두산은 5회초 공격에서 1사 후 강승호의 3루타와 김재호의 희생플라이로 곧바로 동점을 만들었다. 1차전에서 승부는 7회에 갈렸다. 7회말 KT는 5이닝 1실점을 한 곽빈을 내리고 6회부터 올라온 두산의 두 번째 투수 이영하를 상대로 선두타자 배정대가 솔로 홈런을 작렬시켰고, 1사 후 심우준의 안타와 도루, 조용호의 타구를 두산 유격수 김재호가 처리하지 못하는 실책을 저질러 만들어진 1,3루 상황에서 황재균의 내야 땅볼 타점과 바뀐 투수 이현승을 상대로 강백호의 적시타로 3득점을 해냈다. 마운드에서도 선발 쿠에바스가 8회 2사까지 8K 1실점으로 호투를 한 KT는 9회초 마무리 김재윤이 2사 2루에서 강승호에게 적시타를 맞아 1점을 내줬지만 리드를 지켜내며 팀 창단 첫 한국시리즈 승리를 거두었다.

### 2차전
2021년 11월 15일 - 고척스카이돔
| 팀                                                                          | 1 | 2 | 3 | 4 | 5 | 6 | 7 | 8 | 9 | R | H | E | B |
| 두산 베어스                                                                 | 0 | 0 | 0 | 0 | 0 | 0 | 0 | 1 | 0 | 1 | 6 | 0 | 5 |
| KT 위즈 ◄                                                                   | 1 | 0 | 0 | 0 | 5 | 0 | 0 | 0 | 0 | 6 | 8 | 0 | 4 |
| 승리 투수: 소형준 패전 투수: 최원준 홈런: KT – 황재균 (최원준 상대 1회 1점) |   |   |   |   |   |   |   |   |   |   |   |   |   |

- 애국가 : 심준호 (첼리스트)
- 시구 : 아이키 (안무가)
- 2차전 MVP : KT 박경수 - 3타수 1안타 1득점, 1회초 무사 1,2루에서 페르난데스의 안타성 타구를 다이빙캐치하여 4-6-3 병살타 처리.

2차전에서 KT는 소형준, 두산은 최원준이 각각 선발등판했다. 2차전은 소형준의 호투와 소형준의 뒤를 받쳐준 KT 야수들의 공수 집중력이 빛난 경기였다. 1회말 1사에서 황재균이 선제 솔로 홈런을 작렬시키며 선취점을 뽑는데 성공한 KT는 5회말 공격에서 박경수, 심우준(번트안타), 조용호(1타점)의 연속 3안타로 한 점을 추가 한 뒤 황재균의 희생번트와 강백호의 고의사구로 만들어진 1사 만루에서 유한준의 밀어내기 몸에 맞는 공과 호잉의 밀어내기 볼넷으로 최원준을 강판시켰고 뒤이어 올라온 홍건희를 상대로 장성우가 2타점 2루타를 치면서 5회말 대거 5득점에 성공하며 승부를 결정지었다. 마운드에서는 KT 선발 소형준이 1회 박경수의 호수비를 비롯해 두산에게 3개의 병살타를 유도 하는 등 6이닝 무실점으로 호투했다. 두산은 소형준을 상대로 3개, 고영표를 상대로 1개의 병살타가 나오면서 공격 흐름이 끊겼고, 8회초 2사 2루에서 페르난데스의 적시타로 추격했지만 승부는 기울어진 뒤였다. 결국 마지막 9회초 KT의 마무리 투수 김재윤이 3타자 연속 삼진으로 매조지으며 KT가 시리즈 2승째를 거뒀다.

### 3차전
2021년 11월 17일 - 고척스카이돔
| 팀 | 1 | 2 | 3 | 4 | 5 | 6 | 7 | 8 | 9 | R | H | E | B |
| KT 위즈 ◄ | 0 | 0 | 0 | 0 | 1 | 0 | 2 | 0 | 0 | 3 | 8 | 0 | 6 |
| 두산 베어스 | 0 | 0 | 0 | 0 | 0 | 0 | 0 | 1 | 0 | 1 | 5 | 0 | 2 |
| 승리 투수: 데스파이네 패전 투수: 미란다 세이브: 김재윤 홀드: 조현우, 고영표 홈런: KT – 박경수 (미란다 상대 5회 1점) |   |   |   |   |   |   |   |   |   |   |   |   |   |

- 애국가 : 나린 (5인조 혼성 아카펠라 그룹)
- 시구 : 김경자 / 시타 : 이연숙 (코로나19 예방접종센터 자원봉사자, 서울시 자원봉사 유공자 표창 수상자)
- 3차전 MVP : KT 데스파이네 - 5.2이닝 2피안타 2사사구 무실점 4K(투구수 69개)

3차전에서 두산은 미란다, KT는 데스파이네가 각각 선발등판했다. 쿠바 출신의 두 외국인 투수가 맞대결을 벌인 3차전은 경기 초반 치열한 투수전의 흐름으로 흘러갔다. 그러나 그 균열을 일으킨 것은 KT였다. KT는 5회초 공격에서 박경수가 미란다로부터 솔로 홈런을 작렬시키며 팀에게 선취점을 안겨주었다. KT는 6회초 무사 만루 찬스를 호잉의 삼진과 장성우의 병살타로 놓쳤으나 7회초 1사 1,3루 상황에서 조용호의 적시타, 계속 된 1,3루 상황에서 황재균의 희생플라이로 2점을 추가하는데 성공했다. 두산은 2회초 2사 2루에서 정수빈의 어시스트로 위기를 벗어났고 이영하가 6회 무사 만루에서 또 한 번 위기를 벗어나는 등 분위기 반전의 실마리를 찾으려 했다. 8회말 2사 2루에서 박건우의 적시타로 추격을 시작하며 계기를 마련하는 듯 보였지만, 9회말 KT 마무리 김재윤에게 득점을 하지 못하며 경기가 종료됐다. 이로써 KT는 한국시리즈 3승째를 차지하며 창단 첫 통합 우승에 단 1승만을 남겨두게 되었다.

### 4차전
2021년 11월 18일 - 고척스카이돔
| 팀 | 1 | 2 | 3 | 4 | 5 | 6 | 7 | 8 | 9 | R | H  | E | B |
| KT 위즈 ◄ | 3 | 2 | 0 | 0 | 1 | 0 | 0 | 2 | 0 | 8 | 13 | 1 | 8 |
| 두산 베어스 | 0 | 0 | 0 | 1 | 0 | 2 | 0 | 1 | 0 | 4 | 7  | 0 | 1 |
| 승리 투수: 배제성 패전 투수: 곽빈 홀드: 박시영, 고영표 홈런: KT – 신본기 (김명신 상대 5회 1점), 호잉 (김강률 상대 8회 2점) 두산 – 김재환 (조현우 상대 8회 1점) |   |   |   |   |   |   |   |   |   |   |    |   |   |

- 애국가 : 서문탁 (가수)
- 시구 : 김제덕 (양궁 국가대표, 도쿄 올림픽 양궁 금메달리스트)
- 4차전 MVP : KT 호잉 - 5타수 4안타(1홈런) 3타점 1득점 (8회초 쐐기 2점 홈런)
  - KT, 순수 창단 구단 (원년 제외) KBO 리그 데뷔 후 최단기간 우승 신기록 (7년)

4차전에서 두산은 곽빈이, KT는 배제성이 각각 선발등판했다. 시리즈 3승의 기세를 KT가 경기 초반부터 보여줬다. KT는 경기가 시작되자마자 조용호의 볼넷과 황재균의 1타점 2루타로 선취점에 성공했다. 이어서 1사 1,3루에서 장성우와 배정대의 연속 적시타로 1회에만 3득점을 뽑았다. 이어서 2회 1사 2루에서 황재균의 1타점 2루타, 이어진 1,3루에서 호잉의 적시타로 2점을 추가했다. 벼랑끝에 몰린 두산이 4회말 1사 2루에서 김재환의 1타점 2루타로 추격을 시작했으나 5회초 KT는 전날 3차전에서 수비 도중 부상을 당한 박경수 대신 2루수로 선발 출전한 신본기가 솔로 홈런을 쏘아올리며 다시 달아났다. 두산이 6회말 무사 2,3루에서 페르난데스의 2타점 적시타로 다시 쫓아오자 KT는 8회초 2사 1루에서 호잉이 2점 홈런을 터뜨리며 달아남과 동시에 승부에 쐐기를 박았다. 두산은 8회말 김재환이 솔로 홈런을 쏘아올렸지만 이미 승부는 기울어진 뒤였다. 그리고 8회말 2사 상황에서부터 올라온 KT의 마무리 김재윤이 9회말 두산의 공격을 삼자범퇴로 마무리하며 마침내 KT 위즈가 창단 8년만이자 1군 진입 7년만에 팀 창단 후 처음으로 정규리그 우승과 한국시리즈 통합 우승을 달성해냈다.
- 한국시리즈 MVP : KT 박경수 - 8타수 2안타(1홈런) 2득점 1타점 (기자단 투표 90표 중 67표)

## 중계 일정
2021년 한국시리즈는 다음과 같은 방송사로부터 중계방송됐다.

### TV 중계
1차전
- MBC (캐스터 : 김나진 / 해설 : 허구연, 김선우)

2차전
- KBS2 (캐스터 : 이광용 / 해설 : 박용택, 장정석)

3차전
- SBS (캐스터 : 정우영 / 해설 : 이순철, 이승엽)

4차전
- MBC (캐스터 : 김나진 / 해설 : 허구연, 김선우)

### 라디오 중계
1차전
- 미중계

2차전
- SBS 러브 FM (캐스터 : 염용석 / 해설 : 이종열)

3차전
- SBS 러브 FM (캐스터 : 정석문 / 해설 : 이동현)

4차전
- SBS 러브 FM (캐스터 : 정석문 / 해설 : 안경현)

## 같이 보기
- 2021년 일본 시리즈
- 2021년 월드 시리즈